# Bee (Piemont)
Bee ist eine Gemeinde in der italienischen Provinz Verbano-Cusio-Ossola (VB) in der Region Piemont.

## Lage und Einwohner
Bee liegt 9 km nordwestlich von der Provinzhauptstadt Verbania entfernt am Fuße des Monte Cimolo (959 m) und des Monte San Salvatore (825 m), oberhalb des Lago Maggiore. Sie umfasst eine Fläche von 3,5 km². Die Gemeinde besteht aus den Ortsteilen Albagnano, Bee, Roncaccio und Pian Nava und hat 772 Einwohner (Stand 31. Dezember 2023).
Die Nachbargemeinden sind Arizzano, Ghiffa, Premeno und Vignone.

## Sehenswürdigkeiten

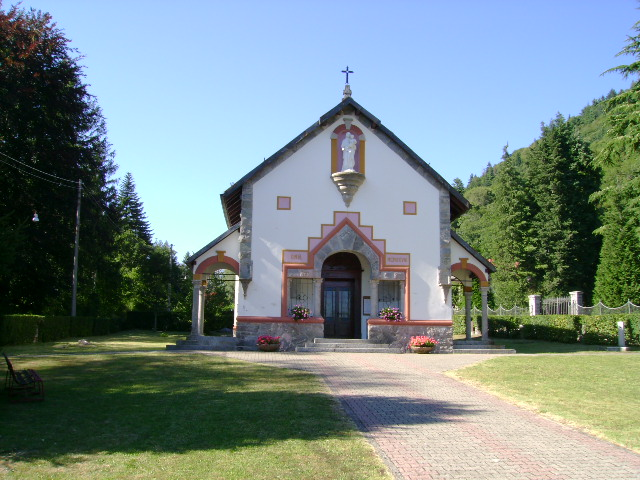
Madonna della Neve im Ortsteil Pian Nava

- Pfarrkirche Santa Croce, erstmals erwähnt im 16. Jahrhundert
- Oratorium Madonna della Neve, erbaut 1928
- Betkapelle Sciuvlìno im Ortsteil Roncaccio mit wertvollen Fresko La Vergine (17. Jahrhundert)
- Bauernhäusern mit Fresken, z. B. Divina pastora
- Villa Altieri, erbaut in Libertystyl
- Villa Farinet, Beispiel der Art Nouveau
- Villa Castiglioni, Sommersitz der Bierfabrikanten Würer